# Orzeł (U-Boot, 1986)
ORP Orzeł ist das  letzte verbliebene U-Boot der polnischen Marine.
Das Boot gehört der russischen Kilo-Klasse (Projekt 877E) an. Da das Boot das einzige polnische U-Boot seiner Bauart ist, wird die Schiffsklasse des Bootes in Polen auch als Orzeł-Klasse bezeichnet.
Das Boot wurde vom Planungsbüro CKB MT Rubin entwickelt und unter dem Projektnamen Warszawianka von der sowjetischen Werft Nr. 194 in Leningrad gebaut.
Die Orzeł wurde am 29. April 1986 in Dienst gestellt und erhielt den Namen des U-Bootes Orzeł, das im Zweiten Weltkrieg in der polnischen Marine gedient hatte.
Nach zwischenzeitlicher Stilllegung wurde die Orzel 2016 wieder reaktiviert und ist noch im Jahr 2021 im Einsatz. Kommandant war im Jahr 2006 „kmdr ppor“ Andrzej Ogrodnik.
Die Besatzungsmitglieder warnten im Mai 2021 in einem anonymen offenen Brief, das U-Boot sei „in einem beklagenswerten technischen Zustand, und jede Fahrt kann mit dem Sinken und mit unserem Tod enden“. Bei einem Manöver habe es Probleme mit dem Auftauchen, dem Antrieb, dem Sonar, der Kommunikation und der Bewaffnung gegeben. Es sei „ein Wunder, dass der Adler noch schwimmt.“ Vor fünf Jahren sei das Boot „trotz unserer Proteste“ wieder in Dienst genommen worden.